# Pripčići
Pripčići (cyr. Припчићи) – miasto w Czarnogórze, w gminie Bijelo Polje. W 2011 roku liczyło 286 mieszkańców.